# 谷温泉 (南达科他州)
谷温泉（英語：Valley Springs），是美国南达科他州下属的一座城市。根据2010年美国人口普查，该市有人口770人。论人口在本州排行第81。